# Shamsabad
Shamsabad là một thành phố và là nơi đặt ban đô thị (municipal board) của quận Agra thuộc bang Uttar Pradesh, Ấn Độ.

## Địa lý
Shamsabad có vị trí 27°01′B 78°08′Đ / 27,02°B 78,13°Đ Nó có độ cao trung bình là 165 mét (541 feet).

## Nhân khẩu
Theo điều tra dân số năm 2001 của Ấn Độ, Shamsabad có dân số 27.260 người. Phái nam chiếm 53% tổng số dân và phái nữ chiếm 47%. Shamsabad có tỷ lệ 52% biết đọc biết viết, thấp hơn tỷ lệ trung bình toàn quốc là 59,5%: tỷ lệ cho phái nam là 60%, và tỷ lệ cho phái nữ là 42%. Tại Shamsabad, 18% dân số nhỏ hơn 6 tuổi.